# Čizmići
Čizmići falu Bosznia-Hercegovinában, a Bosznia-hercegovinai Föderáció Una-Szanai kantonjában.

## Fekvése
Bosznia-Hercegovina északnyugati részén, Bihácstól légvonalban 10, közúton 16 km-re északra, Cazin központjától 4 km-re nyugatra fekvő erdős, dombos területen fekszik. Házai többnyire a falut átszelő utak mentén helyezkednek el.

## Népessége
| Nemzetiségi csoport | Népesség 1991 | Népesség 2013 |
| ------------------- | ------------- | ------------- |
| Szerb               | 1             | 0             |
| Bosnyák             | 751           | 842           |
| Horvát              | 0             | 1             |
| Jugoszláv           | 7             | 0             |
| Egyéb               | 2             | 8             |
| Összesen            | 761           | 851           |

## Története
A čizmići muszlim gyülekezethez az azonos nevű településen kívül Hašići és Gradina falvak tartoznak. Egyike a fiatalabb gyülekezeteknek, amely a slatinai gyülekezettel kötött közös megegyezéssel, a Rijaset IZ 1998-as döntésével jött létre. A gyülekezetnek 166 háztartása van, és már van egy mecsetje is, amelyet 2006. augusztus 6-án ünnepélyesen nyitottak meg. A gyülekezet imámja alapítása óta Ernad Osmanagić efendi.

## Nevezetességei
A falu mecsetje 2006-ban nyílt meg.